# Estadi Comunal d’Aixovall
Estadi Comunal d'Aixovall – dawny wielofunkcyjny stadion w Aixovall, w Andorze. Przez pewien czas stadion nazywał się DEVK-Arena w wyniku umowy sponsorskiej. Był to jeden z dwóch stadionów w kraju (drugi to Estadi Comunal d’Andorra la Vella), na którym rozgrywane wszystkie mecze dwóch najwyższych zawodów piłkarskich w Andorze, Primera Divisió i Segona Divisió. Na tym obiekcie swoje mecze rozgrywała również Reprezentacja Andory w piłce nożnej. Stadion może pomieścić 899 osób, wszystkie miejsca siedzące. W 2016 został zburzony.